# Crocosmia × crocosmiiflora
Crocosmia × crocosmiiflora es una especie fanerógama del género Crocosmia, perteneciente a la familia Iridaceae. 
Es una especie poco común, naturalizada a lo largo de caminos, a una altitud de 1000–1480 metros;  maleza ampliamente distribuida en Centroamérica, introducida desde Sudáfrica. Este es un híbrido desarrollado del cruce entre Crocosmia pottsii (McNab ex Baker) N.E. Br. y Crocosmia aurea (Pappe ex Hook. f.) Planch.

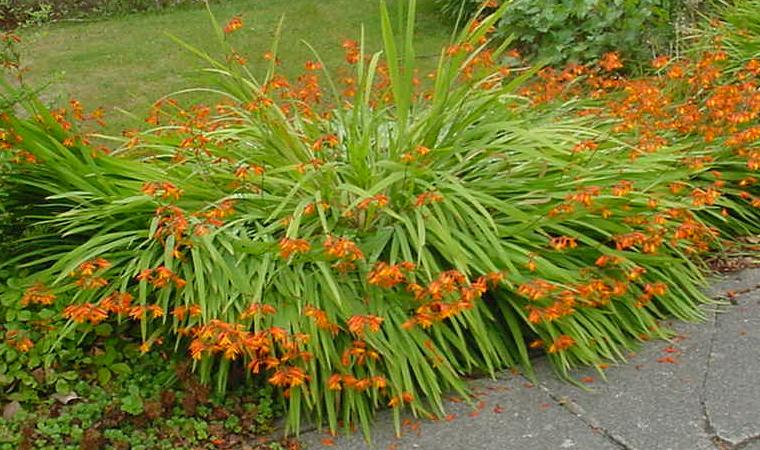
Vista de la planta

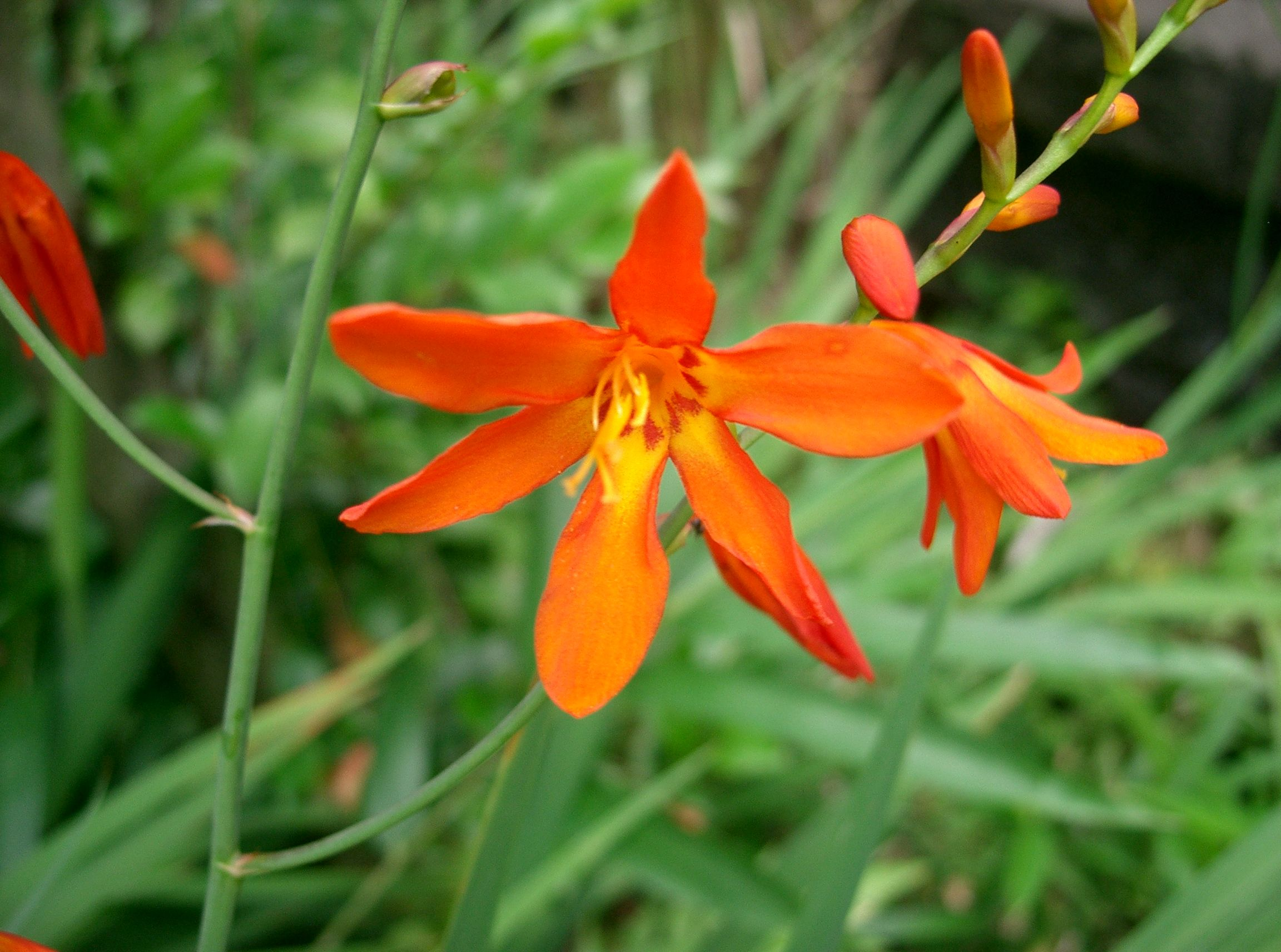
Flor

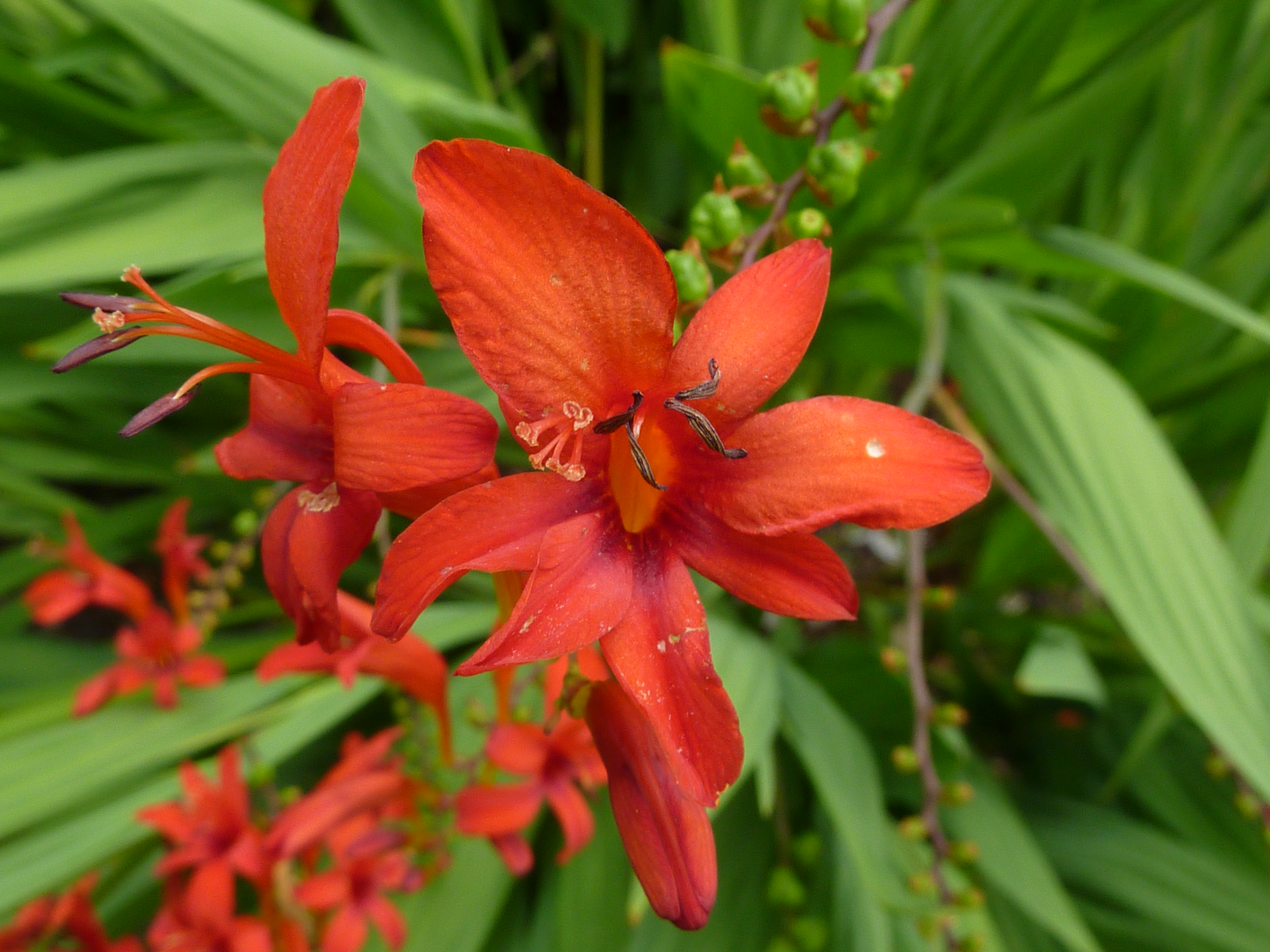
Detalle

## Descripción
Son plantas que alcanzan un tamaño de 25–50  cm de alto. Las hojas linear-lanceoladas, de 30–50 cm de largo y 0.8–2 cm de ancho. Tallo florífero ramificado, ligeramente flexuoso, arqueado horizontalmente, espigas varias; brácteas de 6–10 mm de largo, flores anaranjadas, tubo del perianto ligeramente encorvado, de 10–15 mm de largo; tépalos subiguales, lanceolados, 15–25 mm de largo y 6–9 mm de ancho, patentes; filamentos 15–22 mm de largo, anteras 6–8 mm de ancho. El fruto es una cápsula hasta 7 mm de largo y 9 mm de ancho; semillas generalmente no viables.

## Taxonomía
El género fue descrito por (Lemoine) N.E.Br.  y publicado en Transactions of the Royal Society of South Africa 20(3): 264. 1932.
Etimología
Crocosmia: nombre genérico que deriva de las palabras griegas: "krokos" que quiere decir azafrán, y "osme", que significa "oler". El por qué del nombre se explica cuando se sumergen en agua caliente hojas secas de esta planta, ya que estas emiten un fuerte olor similar al del azafrán.
Sinonimia
- Crocosmia × latifolia N.E.Br.
- Montbretia × crocosmiiflora Lemoine
- Tritonia × crocosmiiflora (Lemoine) G.Nicholson	[2][3]